# Дорси, Мертл
Мертл Дорси (англ. Myrtle Dorsey, в девичестве Беркмиер (англ. Burkmier); 22 ноября 1885 года, Патнам, Огайо, США — 25 июня 2000 года, Маскингам, Огайо, США) — американская долгожительница, старейший житель США с 30 декабря 1999 по 25 июня 2000 года.

## Биография
Мертл Беркмиер родилась 22 ноября 1885 года в Патнаме, Огайо, США в семье Генри Беркмиера и Сары Троер. 6 июня 1917 года она вышла замуж за Гомера О. Дорси в Хилсдейле, Мичиган. В 1964 году Мертл овдовела.
Мертл Дорси умерла 25 июня 2000 года в Маскингуме, Огайо, США в возрасте 114 лет и 216 дней. На момент своей смерти она была вторым старейшим живущим верифицированным человеком в мире после британки Евы Моррис.